# Siège de Tarifa (1811-1812)
Pour les articles homonymes, voir Bataille de Tarifa.
Guerre d'indépendance espagnole
Batailles
- Cadix
- Fuengirola
- Baza
- Barrosa
- Zújar
- Bornos (1er)
- Tarifa
- Bornos (2e)

Le siège de Tarifa, en 1811-1812, est un épisode de la guerre d'indépendance espagnole (1808-1814). Une colonne française sous le commandement du général Jean François Leval tente vainement de s'emparer de la place, défendue par le général espagnol Francisco Copons y Navia et le colonel anglais John Byrne Skerrett. Contrariés par les conditions climatiques et la vigoureuse résistance de la garnison, les Français lèvent le siège au début du mois de janvier 1812.

## Contexte
À l'automne 1811, les troupes françaises du maréchal Soult tentent de soumettre les Espagnols insurgés en Andalousie. Ceux-ci reconnaissent l'autorité des Cortes de Cadix et reçoivent des approvisionnements britanniques par le port de Gibraltar. Le 4 septembre, le général espagnol Francisco Ballesteros débarque à Algésiras avec une petite troupe et avance vers Ronda en ralliant les volontaires de la guérilla. Le 27 septembre, il remporte une victoire à Cáceres sur les Français du général Nicolas Godinot, mais doit battre en retraite lorsque deux colonnes françaises, celles de Godinot et du général Jean-Baptiste Pierre de Semellé, totalisant 10 000 hommes, convergent vers sa position. Le 14 octobre, il se replie sur Gibraltar, sous la protection de l'artillerie anglaise. Cependant, les Français échouent à prendre Castellar de la Frontera, défendue par les Espagnols, tandis que 1 200 Britanniques venus de Cadix sous le commandement du colonel John Byrne Skerrett (en) débarquent pour renforcer la garnison de Tarifa.

## Première tentative
Le 21 octobre, le corps du général Godinot, parti de San Roque, se dirige vers Tarifa. Mais la route côtière est bombardée par la flotte britannique, ce qui l'empêche de faire venir son artillerie, tandis que son arrière-garde est harcelée par les forces de Ballesteros : il doit revenir à son point de départ. Le 27 octobre, à l'issue d'une discussion orageuse avec le maréchal Soult, le général Godinot se suicide. 
Entre-temps, le 26 octobre, le général Francisco Copons y Navia débarque à Tarifa avec 1 500 Espagnols. Le général Ballesteros lui ordonne de retourner à Cadix car il « gênait son organisation ». Copons refuse en invoquant les ordres du conseil de régence. Ballesteros se retourne alors contre les Français et, le 5 novembre, bat les forces du général Semellé à la bataille de Bornos. Le général Copons fait une sortie de Tarifa pour le soutenir et oblige les Français à évacuer Vejer de la Frontera. Les semaines suivantes sont occupées par des marches et contre-marches.

## Seconde tentative
Fin novembre, le général Jean François Leval, parti de Grenade avec une forte colonne, rassemble les contingents français dispersés et se dirige vers Tarifa, petite ville aux fortifications anciennes. Le 1er décembre, Copons et Skerrett décident de retourner à Tarifa par voie de mer pour y soutenir un siège. Les fortifications sont renforcées à la hâte, les habitants apportant leurs grilles, balcons et matelas pour consolider les défenses.
L'armée française, harcelée en route par les détachements de Ballesteros, arrive devant Tarifa et occupe les hauteurs les 19 et 20 décembre. Le 29 décembre, elle met en place deux batteries capables de bombarder la ville et l'île des Colombes (Isla de las Palomas). Après deux jours de bombardement, une brèche de vingt mètres de large est ouverte. Le colonel Skerrett juge la ville indéfendable et propose de l'évacuer mais Copons déclare qu'il restera quoi qu'il advienne et les officiers britanniques, décidés eux aussi à rester, obtiennent du général Campbell (en), gouverneur de Gibraltar, qu'il fasse retirer ses vaisseaux, ce qui rend l'évacuation impossible. Entre-temps, les fortes pluies inondent les tranchées françaises et transforment les abords de la ville en bourbier. Le 31 décembre, à 9 h du matin, les Français montent à l'assaut et entrent dans la ville mais débouchent dans un creux au bord de la rivière où ils sont arrêtés par les grilles et les tirs des maisons : ils doivent se replier en ayant perdu 500 hommes,.  
Le 5 janvier 1812, Leval a perdu au total 2 000 hommes, malades et déserteurs compris, quand il reçoit l'ordre d'abandonner le siège car Soult a besoin de ses forces en Estrémadure pour faire face aux Britanniques du général Wellington. Le sol détrempé par les pluies rend ses canons intransportables : il faut les enclouer et les abandonner sur place.
Le général Copons sera honoré du titre de comte de Tarifa (es) en 1836.